# Jeżoskórka krótkotrzonkowa
Jeżoskórka krótkotrzonkowa (Echinoderma carinii (Bres.) Bon) – gatunek grzybów z rodziny pieczarkowatych (Agaricaceae).

## Systematyka i nazewnictwo
Pozycja w klasyfikacji według Index Fungorum: Echinoderma, Agaricaceae, Agaricales, Agaricomycetidae, Agaricomycetes, Agaricomycotina, Basidiomycota, Fungi.
Po raz pierwszy opisał go w 1929 r. Giacomo Bresàdola, nadając mu nazwę Lepiota carinii. W 1991 r. Marcel Bon przeniósł go do rodzaju Echinoderma. Synonimy:
- Lepiota carinii Bres. 1929
- Lepiota eriophora var. asperula Malençon & Bertault 1970.

Polską nazwę zarekomendowała W 2021 r. Komisja ds. Polskiego Nazewnictwa Grzybów Polskiego Towarzystwa Mykologicznego.

## Morfologia
Kapelusz
O średnicy do 4,5 cm, początkowo półkulisty, potem płaski z niskim garbkiem, jasnobrązowy lub żółtobrązowy z ciemnobrązowymi, ostrymi, piramidalnymi brodawkami i łuseczkami.
Blaszki
Gęste, wolne, początkowo białe, z wiekiem brązowo-plamiste.
Trzon
Wysokość do 6 cm, grubość do 0,7 cm, cylindryczny z lekko powiększoną podstawą. Powierzchnia biaława lub jasno żółtobrązowa z brązowymi pasami w dolnej części. Pierścień wełnisty.
Wysyp zarodników
Biały.
Cechy mikroskopowe
Zarodniki elipsoidalne do podłużnych, dekstrynoidalne, 3,5–4,5 × 2,5–3 μm. Podstawki 4-zarodnikowe, 15–25 × 4,5–5,5 μm. Cheilocystydy rozproszone, maczugowate do nieco cylindrycznych, 15–25 × 6–9 μm. Pleurocystyd brak. Łuski kapelusza zbudowane z łańcuchów kulistych lub elipsoidalnych, żółtobrązowych strzępek, elementy końcowe o średnicy do 25 μm. Sprzążki obecne.
Gatunki podobne
Charakterystycznymi cechami jeżoskórki krótkotrzonowej są jędrne owocniki, krótki trzon, dekstrynoidalne zarodniki dekstrynoidalne, maczugowate cheilocystydy i dość małe elementy budujące skórkę.

## Występowanie i siedlisko
Podano stanowiska głównie w Europie, poza nią pojedyncze w Ameryce Północnej i Azji. Brak go w opracowanym w 2003 r. przez Władysława Wojewodę wykazie wielkoowocnikowych grzybów podstawkowych Polski, ale w późniejszych latach podano jego stanowiska. Najbardziej aktualne podaje internetowy atlas grzybów. Znajduje się w nim na liście gatunków zagrożonych i wartych objęcia ochroną.
Naziemny saprotrof. Występuje w lasach w lasach liściastych i parkach.